# Ullavi klint (naturreservat)
Ullavi klint är ett naturreservat i Örebro kommun i Örebro län.
Området är naturskyddat sedan 2015 och är 81 hektar stort. Reservatet omfattar en höjd och natur öster och nordost om denna Reservatet består av  gran- och tallskog med inslag av lövträd på branterna. På höjdens krön finns fornborgen Ullavi klint